# UEFA Youth League 2018-2019
Navigation
Édition précédente Édition suivante
L'UEFA Youth League 2018-2019 est la 6e édition de l'UEFA Youth League organisée par l'UEFA. C'est une compétition de football réservée aux joueurs de moins de 19 ans. Elle oppose les équipes de moins de 19 ans des clubs professionnels qualifiés pour la Ligue des champions de l'UEFA 2018-2019, ainsi que les clubs champions des 32 championnats les mieux classés au classement UEFA en 2016.

## Présentation

### Équipes participantes
Un total de 64 équipes issues de 37 des 54 associations affiliées à l'UEFA prennent part à la compétition. Elles sont divisées en deux voies :
- Les équipes jeunes des 32 clubs qualifiés pour la phase de groupes de la Ligue des champions 2018-2019 sont assignés à la voie de la Ligue des champions.
- Les équipes championnes des championnats jeunes des 32 associations les mieux classées au classement UEFA en 2015 sont assignés à la voie des clubs champions.

Si une équipe championne nationale est déjà assignée à la voie de la Ligue des champions, celle-ci est remplacée par le champion national de l’association suivante au classement UEFA.

### Format
La compétition est composée d'une phase préliminaire et d'une phase finale :
- La phase préliminaire peut se diviser en trois étapes
  - Les équipes de la voie de la Ligue des champions s'affrontent au sein de 8 poules de quatre équipes, les premiers sont qualifiés pour les huitièmes de finale et les deuxièmes sont qualifiés pour les barrages.
  - Les équipes de la voie des champions s'affrontent lors deux tours à élimination directe, disputés en rencontres aller-retour. Les vainqueurs du deuxième tour sont qualifiés pour les barrages.
  - Les barrages se disputent sur un match simple, disputé sur le terrain des clubs issus de la voie des champions. Les vainqueurs sont qualifiés pour les huitièmes de finale
- La phase finale se compose de quatre tours, tous disputés en matchs simples à élimination directe : des huitièmes de finale, des quarts de finale, des demi-finales et une finale.

### Restrictions
Pour participer, les joueurs doivent être nés le 1er janvier 2000 au plus tôt, les équipes sont cependant autorisées à enregistrer un maximum de trois joueurs nés entre le 1er janvier et le 31 décembre 1999.

## Calendrier
| Nom                              | Nom                                             | Tirage au sort       | Date aller                                         | Date retour                                         |
| -------------------------------- | ----------------------------------------------- | -------------------- | -------------------------------------------------- | --------------------------------------------------- |
| Phase préliminaire (2018 - 2019) |                                                 |                      |                                                    |                                                     |
| Voie des champions               | Premier tour                                    | 4 septembre Nyon     | 2, 3 et 4 octobre                                  | 23 et 24 octobre                                    |
| Voie des champions               | Second tour                                     | 4 septembre Nyon     | 7 novembre                                         | 27 et 28 novembre                                   |
| Voie de la Ligue des champions   | Journées 1 et 5 Journées 2 et 6 Journées 3 et 4 | 30 août Monaco       | 18 et 19 septembre 2 et 3 octobre 23 et 24 octobre | 27 et 28 novembre 11 et 12 décembre 6 et 7 novembre |
| Barrages                         | Barrages                                        | 17 décembre Nyon     | 19 et 20 février                                   | 19 et 20 février                                    |
| Phase finale (2019)              |                                                 |                      |                                                    |                                                     |
| Huitièmes de finale              | Huitièmes de finale                             | 22 février 2018 Nyon | 12 et 13 mars                                      | 12 et 13 mars                                       |
| Quarts de finale                 | Quarts de finale                                | 22 février 2018 Nyon | 2 et 3 avril                                       | 2 et 3 avril                                        |
| Demi-finales                     | Demi-finales                                    | 22 février 2018 Nyon | 26 avril à Nyon                                    | 26 avril à Nyon                                     |
| Finale                           | Finale                                          | 22 février 2018 Nyon | 29 avril à Nyon                                    | 29 avril à Nyon                                     |

## Phase de Groupes

### Format
Cette voie prend la forme d'une phase de groupes, les groupes étant calqués sur ceux de la Ligue des champions de l'UEFA 2018-2019 tirés à Monaco le 30 août 2018.
Dans chaque groupe, les équipes jouent chacune entre elles à domicile et à l'extérieur suivant un format « toutes rondes ». Les premiers des groupes sont qualifiés pour les huitièmes de finale, les deuxièmes des groupes sont quant à eux qualifiés pour les barrages, où ils sont alors rejoints par les huit équipes issues de la voie des clubs champions.
| Phase de groupes   | Phase de groupes  | Phase de groupes    | Phase de groupes         |
| ------------------ | ----------------- | ------------------- | ------------------------ |
| Liverpool FC       | Borussia Dortmund | AS Monaco           | Club Bruges              |
| Manchester City    | TSG Hoffenheim    | Olympique lyonnais  | Galatasaray SK           |
| Manchester United  | Bayern Munich     | Paris Saint-Germain | Viktoria Plzeň           |
| Tottenham Hotspur  | Schalke 04        | CSKA Moscou         | BSC Young Boys           |
| Atlético de Madrid | AS Rome           | Lokomotiv Moscou    | Ajax Amsterdam           |
| FC Barcelone       | Inter Milan       | Benfica Lisbonne    | PSV Eindhoven            |
| Real Madrid        | Juventus FC       | FC Porto            | AEK Athènes              |
| Valence CF         | SSC Naples        | Chakhtar Donetsk    | Étoile rouge de Belgrade |

#### Groupe A
| Rang | Équipe             | Pts | J | G | N | P | Bp | Bc | Diff |  | Résultats (▼ dom., ► ext.) |     |     |     |     |
| ---- | ------------------ | --- | - | - | - | - | -- | -- | ---- |  | -------------------------- | --- | --- | --- | --- |
| 1    | Atlético de Madrid | 12  | 6 | 4 | 0 | 2 | 15 | 8  | +7   |  | Atlético de Madrid         |     | 3-0 | 1-2 | 4-0 |
| 2    | AS Monaco          | 10  | 6 | 3 | 1 | 2 | 9  | 9  | 0    |  | AS Monaco                  | 0-2 |     | 3-1 | 1-1 |
| 3    | Club Bruges        | 7   | 6 | 2 | 1 | 3 | 10 | 11 | -1   |  | Club Bruges                | 3-1 | 2-3 |     | 1-1 |
| 4    | Borussia Dortmund  | 5   | 6 | 1 | 2 | 3 | 7  | 13 | -6   |  | Borussia Dortmund          | 3-4 | 0-2 | 2-1 |     |

#### Groupe B
| Rang | Équipe            | Pts | J | G | N | P | Bp | Bc | Diff |  | Résultats (▼ dom., ► ext.) |     |     |     |     |
| ---- | ----------------- | --- | - | - | - | - | -- | -- | ---- |  | -------------------------- | --- | --- | --- | --- |
| 1    | FC Barcelone      | 11  | 6 | 3 | 2 | 1 | 8  | 6  | +2   |  | FC Barcelone               |     | 0-2 | 2-1 | 2-1 |
| 2    | Tottenham Hotspur | 9   | 6 | 2 | 3 | 1 | 10 | 8  | +2   |  | Tottenham Hotspur          | 1-1 |     | 2-4 | 2-0 |
| 3    | Inter Milan       | 7   | 6 | 2 | 1 | 3 | 10 | 9  | +1   |  | Inter Milan                | 0-2 | 1-1 |     | 3-0 |
| 4    | PSV Eindhoven     | 5   | 6 | 1 | 2 | 3 | 6  | 11 | -5   |  | PSV Eindhoven              | 1-1 | 2-2 | 2-1 |     |

#### Groupe C
| Rang | Équipe                   | Pts | J | G | N | P | Bp | Bc | Diff |  | Résultats (▼ dom., ► ext.) |     |     |     |     |
| ---- | ------------------------ | --- | - | - | - | - | -- | -- | ---- |  | -------------------------- | --- | --- | --- | --- |
| 1    | Liverpool FC             | 13  | 6 | 4 | 1 | 1 | 17 | 7  | +10  |  | Liverpool FC               |     | 5-2 | 5-0 | 2-1 |
| 2    | Paris Saint-Germain      | 13  | 6 | 4 | 1 | 1 | 13 | 10 | +3   |  | Paris Saint-Germain        | 3-2 |     | 0-0 | 2-1 |
| 3    | SSC Naples               | 6   | 6 | 1 | 3 | 2 | 9  | 15 | -6   |  | SSC Naples                 | 1-1 | 2-5 |     | 5-3 |
| 4    | Étoile rouge de Belgrade | 1   | 6 | 0 | 1 | 5 | 6  | 13 | -7   |  | Étoile rouge de Belgrade   | 0-2 | 0-1 | 1-1 |     |

#### Groupe D
| Rang | Équipe           | Pts | J | G | N | P | Bp | Bc | Diff |  | Résultats (▼ dom., ► ext.) |     |     |     |     |
| ---- | ---------------- | --- | - | - | - | - | -- | -- | ---- |  | -------------------------- | --- | --- | --- | --- |
| 1    | FC Porto         | 13  | 6 | 4 | 1 | 1 | 13 | 5  | +8   |  | FC Porto                   |     | 2-1 | 2-2 | 3-0 |
| 2    | Lokomotiv Moscou | 10  | 6 | 3 | 1 | 2 | 8  | 5  | +3   |  | Lokomotiv Moscou           | 2-1 |     | 0-1 | 0-0 |
| 3    | Galatasaray      | 10  | 6 | 3 | 1 | 2 | 8  | 6  | +2   |  | Galatasaray                | 0-2 | 0-1 |     | 3-0 |
| 4    | Schalke 04       | 1   | 6 | 0 | 1 | 5 | 2  | 15 | -13  |  | Schalke 04                 | 0-3 | 1-4 | 1-2 |     |

#### Groupe E
| Rang | Équipe           | Pts | J | G | N | P | Bp | Bc | Diff |  | Résultats (▼ dom., ► ext.) |     |     |     |     |
| ---- | ---------------- | --- | - | - | - | - | -- | -- | ---- |  | -------------------------- | --- | --- | --- | --- |
| 1    | Ajax Amsterdam   | 11  | 6 | 3 | 2 | 1 | 23 | 8  | +15  |  | Ajax Amsterdam             |     | 3-0 | 1-2 | 6-0 |
| 2    | Benfica Lisbonne | 11  | 6 | 3 | 2 | 1 | 14 | 9  | +5   |  | Benfica Lisbonne           | 3-3 |     | 3-0 | 3-0 |
| 3    | Bayern Munich    | 11  | 6 | 3 | 2 | 1 | 12 | 8  | +4   |  | Bayern Munich              | 2-2 | 2-2 |     | 2-0 |
| 4    | AEK Athènes      | 0   | 6 | 0 | 0 | 6 | 2  | 26 | -24  |  | AEK Athènes                | 1-8 | 1-3 | 0-4 |     |

#### Groupe F
| Rang | Équipe             | Pts | J | G | N | P | Bp | Bc | Diff |  | Résultats (▼ dom., ► ext.) |     |     |     |     |
| ---- | ------------------ | --- | - | - | - | - | -- | -- | ---- |  | -------------------------- | --- | --- | --- | --- |
| 1    | TSG Hoffenheim     | 11  | 6 | 3 | 2 | 1 | 15 | 10 | +5   |  | TSG Hoffenheim             |     | 3-1 | 5-2 | 1-1 |
| 2    | Olympique lyonnais | 11  | 6 | 3 | 2 | 1 | 13 | 8  | +5   |  | Olympique lyonnais         | 3-3 |     | 2-0 | 2-0 |
| 3    | Manchester City    | 7   | 6 | 2 | 1 | 3 | 10 | 14 | -4   |  | Manchester City            | 2-1 | 1-4 |     | 4-1 |
| 4    | Chakhtar Donetsk   | 3   | 6 | 0 | 3 | 3 | 5  | 11 | -6   |  | Chakhtar Donetsk           | 1-2 | 1-1 | 1-1 |     |

#### Groupe G
| Rang | Équipe         | Pts | J | G | N | P | Bp | Bc | Diff |  | Résultats (▼ dom., ► ext.) |     |     |     |     |
| ---- | -------------- | --- | - | - | - | - | -- | -- | ---- |  | -------------------------- | --- | --- | --- | --- |
| 1    | Real Madrid    | 18  | 6 | 6 | 0 | 0 | 20 | 7  | +13  |  | Real Madrid                |     | 3-1 | 3-2 | 2-1 |
| 2    | AS Rome        | 9   | 6 | 3 | 0 | 3 | 14 | 17 | -3   |  | AS Rome                    | 1-6 |     | 3-4 | 3-1 |
| 3    | Viktoria Plzeň | 5   | 6 | 1 | 2 | 3 | 11 | 14 | -3   |  | Viktoria Plzeň             | 1-2 | 2-4 |     | 1-1 |
| 4    | CSKA Moscou    | 2   | 6 | 0 | 2 | 4 | 6  | 13 | -7   |  | CSKA Moscou                | 1-4 | 1-2 | 1-1 |     |

#### Groupe H
| Rang | Équipe            | Pts | J | G | N | P | Bp | Bc | Diff |  | Résultats (▼ dom., ► ext.) |     |     |     |     |
| ---- | ----------------- | --- | - | - | - | - | -- | -- | ---- |  | -------------------------- | --- | --- | --- | --- |
| 1    | Manchester United | 16  | 6 | 5 | 1 | 0 | 20 | 7  | +13  |  | Manchester United          |     | 4-1 | 6-2 | 4-0 |
| 2    | Juventus FC       | 10  | 6 | 3 | 1 | 2 | 11 | 11 | 0    |  | Juventus FC                | 2-2 |     | 2-1 | 3-0 |
| 3    | BSC Young Boys    | 7   | 6 | 2 | 1 | 3 | 12 | 15 | -3   |  | BSC Young Boys             | 1-2 | 4-2 |     | 3-3 |
| 4    | Valence CF        | 1   | 6 | 0 | 1 | 5 | 4  | 14 | -10  |  | Valence CF                 | 1-2 | 0-1 | 0-1 |     |

## Voie des clubs champions

### Premier tour de qualification
| Équipe             | Aller  | Total           | Retour | Équipe                |
| ------------------ | ------ | --------------- | ------ | --------------------- |
| Altınordu FK       | 1 - 1  | 3 - 2           | 2 - 1  | HJK Helsinki          |
| MŠK Žilina         | 1 - 5  | 1 - 7           | 0 - 2  | Montpellier HSC       |
| FC Bâle            | 2 - 2  | 4 - 4 2 - 3 tab | 2 - 2  | Hamilton Academical   |
| Dynamo Kiev        | 1 - 0  | 6 - 1           | 5 - 1  | Septemvri Sofia       |
| KR Reykjavik       | 1 - 2  | 1 - 3           | 0 - 1  | IF Elfsborg           |
| RSC Anderlecht     | 0 - 0  | 1E - 1          | 1 - 1  | Admira Wacker Mödling |
| FC Midtjylland     | 2 - 1  | 4 - 2           | 2 - 1  | Bohemian FC           |
| Chelsea FC         | 10 - 1 | 14 - 1          | 4 - 0  | Molde FK              |
| AEL Limassol       | 1 - 2  | 1 - 4           | 0 - 2  | PAOK Salonique        |
| Sigma Olomouc      | 4 - 1  | 7 - 3           | 3 - 2  | NK Maribor            |
| FK Qabala          | 1 - 1  | 4 - 2           | 3 - 1  | Sheriff Tiraspol      |
| Hertha BSC         | 2 - 0  | 5 - 2           | 3 - 2  | Lech Poznań           |
| FK Astana          | 3 - 1  | 7 - 1           | 4 - 0  | Vllaznia Shkodër      |
| Anji Makhatchkala  | 3 - 2  | 3 - 5           | 0 - 3  | Maccabi Tel-Aviv      |
| Viitorul Constanța | 0 - 1  | 0 - 3           | 0 - 2  | Dinamo Zagreb         |
| FK Minsk           | 1 - 0  | 4 - 3           | 3 - 3  | Illés Akadémia        |

### Second tour de qualification
| Équipe         | Aller | Total  | Retour | Équipe              |
| -------------- | ----- | ------ | ------ | ------------------- |
| RSC Anderlecht | 1 - 1 | 2 - 3  | 1 - 2  | Dynamo Kiev         |
| FC Midtjylland | 2 - 0 | 4 - 1  | 2 - 1  | Hamilton Academical |
| Altınordu FK   | 2 - 4 | 2 - 5  | 0 - 1  | Montpellier HSC     |
| IF Elfsborg    | 0 - 3 | 0 - 9  | 0 - 6  | Chelsea FC          |
| PAOK Salonique | 2 - 1 | 3 - 1  | 1 - 0  | FK Minsk            |
| FK Qabala      | 1 - 3 | 1 - 4  | 0 - 1  | Hertha BSC          |
| FK Astana      | 1 - 1 | 2 - 4  | 1 - 3  | Dinamo Zagreb       |
| Sigma Olomouc  | 1 - 1 | 3E - 3 | 2 - 2  | Maccabi Tel-Aviv    |

## Barrages
- Qualifiés pour les barrages

| Voie de la Ligue    | Voie des Champions |
| ------------------- | ------------------ |
| AS Monaco           | Dynamo Kiev        |
| Tottenham Hotspur   | FC Midtjylland     |
| Paris Saint-Germain | Montpellier HSC    |
| Lokomotiv Moscou    | Chelsea FC         |
| Benfica Lisbonne    | PAOK Salonique     |
| Olympique lyonnais  | Hertha BSC         |
| AS Rome             | Dinamo Zagreb      |
| Juventus FC         | Sigma Olomouc      |

- Qualifiés pour les huitième de finale

| Club            | Score           | Club                |
| --------------- | --------------- | ------------------- |
| Sigma Olomouc   | 0 - 2           | Olympique lyonnais  |
| Dinamo Zagreb   | 1 - 1 5 - 4 tab | Lokomotiv Moscou    |
| Hertha BSC      | 2 - 1           | Paris Saint-Germain |
| Dynamo Kiev     | 3 - 0           | Juventus FC         |
| Montpellier HSC | 2 - 1           | Benfica Lisbonne    |
| FC Midtjylland  | 1 - 1 4 - 2 tab | AS Rome             |
| Chelsea FC      | 3 - 1           | AS Monaco           |
| PAOK Salonique  | 0 - 1           | Tottenham Hotspur   |

## Phase finale

### Huitièmes de finale
| Voie de la Ligue   | Barrages           |
| ------------------ | ------------------ |
| Atlético de Madrid | Olympique lyonnais |
| FC Barcelone       | Dinamo Zagreb      |
| Liverpool FC       | Hertha BSC         |
| FC Porto           | Dynamo Kiev        |
| Ajax Amsterdam     | Montpellier HSC    |
| TSG Hoffenheim     | FC Midtjylland     |
| Real Madrid        | Chelsea FC         |
| Manchester United  | Tottenham Hotspur  |

- Qualifiés pour les quarts de finale

| Club               | Score           | Club              |
| ------------------ | --------------- | ----------------- |
| Chelsea FC         | 2 - 1           | Montpellier HSC   |
| FC Midtjylland     | 3 - 1           | Manchester United |
| Dinamo Zagreb      | 1 - 1 4 - 3 tab | Liverpool FC      |
| Olympique lyonnais | 2 - 2 6 - 5 tab | Ajax Amsterdam    |
| FC Barcelone       | 3 - 0           | Hertha BSC        |
| FC Porto           | 2 - 0           | Tottenham Hotspur |
| TSG Hoffenheim     | 2 - 2 4 - 2 tab | Dynamo Kiev       |
| Atlético de Madrid | 1 - 2           | Real Madrid       |

### Quarts de finale
| Club           | Score           | Club               |
| -------------- | --------------- | ------------------ |
| FC Barcelone   | 3 - 2           | Olympique lyonnais |
| TSG Hoffenheim | 4 - 2           | Real Madrid        |
| FC Porto       | 3 - 0           | FC Midtjylland     |
| Chelsea FC     | 2 - 2 4 - 2 tab | Dinamo Zagreb      |

### Demi-finales
| Club           | Score           | Club       |
| -------------- | --------------- | ---------- |
| TSG Hoffenheim | 0 - 3           | FC Porto   |
| FC Barcelone   | 2 - 2 4 - 5 tab | Chelsea FC |

### Finale
La finale se joue le 29 avril 2019 au centre sportif de Colovray à Nyon.
| Club     | Score | Club       |
| -------- | ----- | ---------- |
| FC Porto | 3 - 1 | Chelsea FC |

### Tableau final
|  | Huitièmes de finale                       | Huitièmes de finale                | Huitièmes de finale                 | Huitièmes de finale                |                   |                   | Quarts de finale                  | Quarts de finale                  | Quarts de finale                  | Quarts de finale                  |  |  | Demi-finales                        | Demi-finales                        | Demi-finales                        | Demi-finales                        |  |  | Finale                              | Finale                              | Finale                              | Finale                              |
|  |                                           |                                    |                                     |                                    |                   |                   |                                   |                                   |                                   |                                   |  |  |                                     |                                     |                                     |                                     |  |  |                                     |                                     |                                     |                                     |
|  | 6 mars 2019,Stade Cerro del Espino        | 6 mars 2019,Stade Cerro del Espino | 6 mars 2019,Stade Cerro del Espino  | 6 mars 2019,Stade Cerro del Espino |                   |                   | 2 avril 2019,Dietmar Hopp Stadion | 2 avril 2019,Dietmar Hopp Stadion | 2 avril 2019,Dietmar Hopp Stadion | 2 avril 2019,Dietmar Hopp Stadion |  |  | 26 avril 2019, Stade Colovray, Nyon | 26 avril 2019, Stade Colovray, Nyon | 26 avril 2019, Stade Colovray, Nyon | 26 avril 2019, Stade Colovray, Nyon |  |  | 29 avril 2019, Stade Colovray, Nyon | 29 avril 2019, Stade Colovray, Nyon | 29 avril 2019, Stade Colovray, Nyon | 29 avril 2019, Stade Colovray, Nyon |
|  | Atlético de Madrid                        | Atlético de Madrid                 | 1                                   | 1                                  |                   |                   | 2 avril 2019,Dietmar Hopp Stadion | 2 avril 2019,Dietmar Hopp Stadion | 2 avril 2019,Dietmar Hopp Stadion | 2 avril 2019,Dietmar Hopp Stadion |  |  | 26 avril 2019, Stade Colovray, Nyon | 26 avril 2019, Stade Colovray, Nyon | 26 avril 2019, Stade Colovray, Nyon | 26 avril 2019, Stade Colovray, Nyon |  |  | 29 avril 2019, Stade Colovray, Nyon | 29 avril 2019, Stade Colovray, Nyon | 29 avril 2019, Stade Colovray, Nyon | 29 avril 2019, Stade Colovray, Nyon |
|  | Atlético de Madrid                        | Atlético de Madrid                 | 1                                   | 1                                  |                   |                   | 2 avril 2019,Dietmar Hopp Stadion | 2 avril 2019,Dietmar Hopp Stadion | 2 avril 2019,Dietmar Hopp Stadion | 2 avril 2019,Dietmar Hopp Stadion |  |  | 26 avril 2019, Stade Colovray, Nyon | 26 avril 2019, Stade Colovray, Nyon | 26 avril 2019, Stade Colovray, Nyon | 26 avril 2019, Stade Colovray, Nyon |  |  | 29 avril 2019, Stade Colovray, Nyon | 29 avril 2019, Stade Colovray, Nyon | 29 avril 2019, Stade Colovray, Nyon | 29 avril 2019, Stade Colovray, Nyon |
|  | Real Madrid                               | Real Madrid                        | 2                                   | 2                                  |                   |                   | 2 avril 2019,Dietmar Hopp Stadion | 2 avril 2019,Dietmar Hopp Stadion | 2 avril 2019,Dietmar Hopp Stadion | 2 avril 2019,Dietmar Hopp Stadion |  |  | 26 avril 2019, Stade Colovray, Nyon | 26 avril 2019, Stade Colovray, Nyon | 26 avril 2019, Stade Colovray, Nyon | 26 avril 2019, Stade Colovray, Nyon |  |  | 29 avril 2019, Stade Colovray, Nyon | 29 avril 2019, Stade Colovray, Nyon | 29 avril 2019, Stade Colovray, Nyon | 29 avril 2019, Stade Colovray, Nyon |
|  | Real Madrid                               | Real Madrid                        | 2                                   | 2                                  | TSG Hoffenheim    | TSG Hoffenheim    | 4                                 | 4                                 |                                   |                                   |  |  | 26 avril 2019, Stade Colovray, Nyon | 26 avril 2019, Stade Colovray, Nyon | 26 avril 2019, Stade Colovray, Nyon | 26 avril 2019, Stade Colovray, Nyon |  |  | 29 avril 2019, Stade Colovray, Nyon | 29 avril 2019, Stade Colovray, Nyon | 29 avril 2019, Stade Colovray, Nyon | 29 avril 2019, Stade Colovray, Nyon |
|  | 12 mars 2019, Dietmar Hopp Stadion        |                                    |                                     |                                    | TSG Hoffenheim    | TSG Hoffenheim    | 4                                 | 4                                 |                                   |                                   |  |  | 26 avril 2019, Stade Colovray, Nyon | 26 avril 2019, Stade Colovray, Nyon | 26 avril 2019, Stade Colovray, Nyon | 26 avril 2019, Stade Colovray, Nyon |  |  | 29 avril 2019, Stade Colovray, Nyon | 29 avril 2019, Stade Colovray, Nyon | 29 avril 2019, Stade Colovray, Nyon | 29 avril 2019, Stade Colovray, Nyon |
|  |                                           |                                    | Real Madrid                         | Real Madrid                        | 2                 | 2                 |                                   |                                   |                                   |                                   |  |  | 26 avril 2019, Stade Colovray, Nyon | 26 avril 2019, Stade Colovray, Nyon | 26 avril 2019, Stade Colovray, Nyon | 26 avril 2019, Stade Colovray, Nyon |  |  | 29 avril 2019, Stade Colovray, Nyon | 29 avril 2019, Stade Colovray, Nyon | 29 avril 2019, Stade Colovray, Nyon | 29 avril 2019, Stade Colovray, Nyon |
|  | TSG Hoffenheim t.a.b.                     | TSG Hoffenheim t.a.b.              | Real Madrid                         | Real Madrid                        | 2                 | 2                 | 2 (4)                             | 2 (4)                             |                                   |                                   |  |  | 26 avril 2019, Stade Colovray, Nyon | 26 avril 2019, Stade Colovray, Nyon | 26 avril 2019, Stade Colovray, Nyon | 26 avril 2019, Stade Colovray, Nyon |  |  | 29 avril 2019, Stade Colovray, Nyon | 29 avril 2019, Stade Colovray, Nyon | 29 avril 2019, Stade Colovray, Nyon | 29 avril 2019, Stade Colovray, Nyon |
|  | TSG Hoffenheim t.a.b.                     | TSG Hoffenheim t.a.b.              | 2 avril 2019,CTFD Porto Gaia        |                                    |                   |                   | 2 (4)                             | 2 (4)                             |                                   |                                   |  |  | 26 avril 2019, Stade Colovray, Nyon | 26 avril 2019, Stade Colovray, Nyon | 26 avril 2019, Stade Colovray, Nyon | 26 avril 2019, Stade Colovray, Nyon |  |  | 29 avril 2019, Stade Colovray, Nyon | 29 avril 2019, Stade Colovray, Nyon | 29 avril 2019, Stade Colovray, Nyon | 29 avril 2019, Stade Colovray, Nyon |
|  | Dynamo Kiev                               | Dynamo Kiev                        | 2 (2)                               | 2 (2)                              |                   |                   |                                   |                                   |                                   |                                   |  |  | 26 avril 2019, Stade Colovray, Nyon | 26 avril 2019, Stade Colovray, Nyon | 26 avril 2019, Stade Colovray, Nyon | 26 avril 2019, Stade Colovray, Nyon |  |  | 29 avril 2019, Stade Colovray, Nyon | 29 avril 2019, Stade Colovray, Nyon | 29 avril 2019, Stade Colovray, Nyon | 29 avril 2019, Stade Colovray, Nyon |
|  | Dynamo Kiev                               | Dynamo Kiev                        | 2 (2)                               | 2 (2)                              | TSG Hoffenheim    | TSG Hoffenheim    | 0                                 | 0                                 |                                   |                                   |  |  |                                     |                                     |                                     |                                     |  |  | 29 avril 2019, Stade Colovray, Nyon | 29 avril 2019, Stade Colovray, Nyon | 29 avril 2019, Stade Colovray, Nyon | 29 avril 2019, Stade Colovray, Nyon |
|  | 13 mars 2019, CTFD PortoGaia              |                                    |                                     |                                    | TSG Hoffenheim    | TSG Hoffenheim    | 0                                 | 0                                 |                                   |                                   |  |  |                                     |                                     |                                     |                                     |  |  | 29 avril 2019, Stade Colovray, Nyon | 29 avril 2019, Stade Colovray, Nyon | 29 avril 2019, Stade Colovray, Nyon | 29 avril 2019, Stade Colovray, Nyon |
|  |                                           |                                    | FC Porto                            | FC Porto                           | 3                 | 3                 |                                   |                                   |                                   |                                   |  |  |                                     |                                     |                                     |                                     |  |  | 29 avril 2019, Stade Colovray, Nyon | 29 avril 2019, Stade Colovray, Nyon | 29 avril 2019, Stade Colovray, Nyon | 29 avril 2019, Stade Colovray, Nyon |
|  | FC Porto                                  | FC Porto                           | FC Porto                            | FC Porto                           | 3                 | 3                 | 2                                 | 2                                 |                                   |                                   |  |  |                                     |                                     |                                     |                                     |  |  | 29 avril 2019, Stade Colovray, Nyon | 29 avril 2019, Stade Colovray, Nyon | 29 avril 2019, Stade Colovray, Nyon | 29 avril 2019, Stade Colovray, Nyon |
|  | FC Porto                                  | FC Porto                           | 26 avril 2019, Stade Colovray, Nyon |                                    |                   |                   | 2                                 | 2                                 |                                   |                                   |  |  |                                     |                                     |                                     |                                     |  |  | 29 avril 2019, Stade Colovray, Nyon | 29 avril 2019, Stade Colovray, Nyon | 29 avril 2019, Stade Colovray, Nyon | 29 avril 2019, Stade Colovray, Nyon |
|  | Tottenham Hotspur                         | Tottenham Hotspur                  | 0                                   | 0                                  |                   |                   |                                   |                                   |                                   |                                   |  |  |                                     |                                     |                                     |                                     |  |  | 29 avril 2019, Stade Colovray, Nyon | 29 avril 2019, Stade Colovray, Nyon | 29 avril 2019, Stade Colovray, Nyon | 29 avril 2019, Stade Colovray, Nyon |
|  | Tottenham Hotspur                         | Tottenham Hotspur                  | 0                                   | 0                                  | FC Porto          | FC Porto          | 3                                 | 3                                 |                                   |                                   |  |  |                                     |                                     |                                     |                                     |  |  | 29 avril 2019, Stade Colovray, Nyon | 29 avril 2019, Stade Colovray, Nyon | 29 avril 2019, Stade Colovray, Nyon | 29 avril 2019, Stade Colovray, Nyon |
|  | 13 mars 2016, MCH Arena                   |                                    |                                     |                                    | FC Porto          | FC Porto          | 3                                 | 3                                 |                                   |                                   |  |  |                                     |                                     |                                     |                                     |  |  | 29 avril 2019, Stade Colovray, Nyon | 29 avril 2019, Stade Colovray, Nyon | 29 avril 2019, Stade Colovray, Nyon | 29 avril 2019, Stade Colovray, Nyon |
|  |                                           |                                    | FC Midtjylland                      | FC Midtjylland                     | 0                 | 0                 |                                   |                                   |                                   |                                   |  |  |                                     |                                     |                                     |                                     |  |  | 29 avril 2019, Stade Colovray, Nyon | 29 avril 2019, Stade Colovray, Nyon | 29 avril 2019, Stade Colovray, Nyon | 29 avril 2019, Stade Colovray, Nyon |
|  | FC Midtjylland                            | FC Midtjylland                     | FC Midtjylland                      | FC Midtjylland                     | 0                 | 0                 | 3                                 | 3                                 |                                   |                                   |  |  |                                     |                                     |                                     |                                     |  |  | 29 avril 2019, Stade Colovray, Nyon | 29 avril 2019, Stade Colovray, Nyon | 29 avril 2019, Stade Colovray, Nyon | 29 avril 2019, Stade Colovray, Nyon |
|  | FC Midtjylland                            | FC Midtjylland                     | 2 avril 2019,Mini Estadi            |                                    |                   |                   | 3                                 | 3                                 |                                   |                                   |  |  |                                     |                                     |                                     |                                     |  |  | 29 avril 2019, Stade Colovray, Nyon | 29 avril 2019, Stade Colovray, Nyon | 29 avril 2019, Stade Colovray, Nyon | 29 avril 2019, Stade Colovray, Nyon |
|  | Manchester United                         | Manchester United                  | 1                                   | 1                                  |                   |                   |                                   |                                   |                                   |                                   |  |  |                                     |                                     |                                     |                                     |  |  | 29 avril 2019, Stade Colovray, Nyon | 29 avril 2019, Stade Colovray, Nyon | 29 avril 2019, Stade Colovray, Nyon | 29 avril 2019, Stade Colovray, Nyon |
|  | Manchester United                         | Manchester United                  | 1                                   | 1                                  | FC Porto          | FC Porto          | 3                                 | 3                                 |                                   |                                   |  |  |                                     |                                     |                                     |                                     |  |  |                                     |                                     |                                     |                                     |
|  | 13 mars 2019,Mini Estadi                  |                                    |                                     |                                    | FC Porto          | FC Porto          | 3                                 | 3                                 |                                   |                                   |  |  |                                     |                                     |                                     |                                     |  |  |                                     |                                     |                                     |                                     |
|  |                                           |                                    | Chelsea FC                          | Chelsea FC                         | 1                 | 1                 |                                   |                                   |                                   |                                   |  |  |                                     |                                     |                                     |                                     |  |  |                                     |                                     |                                     |                                     |
|  | FC Barcelone                              | FC Barcelone                       | Chelsea FC                          | Chelsea FC                         | 1                 | 1                 | 3                                 | 3                                 |                                   |                                   |  |  |                                     |                                     |                                     |                                     |  |  |                                     |                                     |                                     |                                     |
|  | FC Barcelone                              | FC Barcelone                       |                                     |                                    |                   |                   |                                   | 3                                 |                                   |                                   |  |  |                                     |                                     |                                     |                                     |  |  |                                     |                                     |                                     |                                     |
|  | Hertha BSC                                | Hertha BSC                         | 0                                   | 0                                  |                   |                   |                                   |                                   |                                   |                                   |  |  |                                     |                                     |                                     |                                     |  |  |                                     |                                     |                                     |                                     |
|  | Hertha BSC                                | Hertha BSC                         | 0                                   | 0                                  | FC Barcelone      | FC Barcelone      | 3                                 | 3                                 |                                   |                                   |  |  |                                     |                                     |                                     |                                     |  |  |                                     |                                     |                                     |                                     |
|  | 12 mars 2019, Groupama OL Training Center |                                    |                                     |                                    | FC Barcelone      | FC Barcelone      | 3                                 | 3                                 |                                   |                                   |  |  |                                     |                                     |                                     |                                     |  |  |                                     |                                     |                                     |                                     |
|  |                                           |                                    | Olympique lyonnais                  | Olympique lyonnais                 | 2                 | 2                 |                                   |                                   |                                   |                                   |  |  |                                     |                                     |                                     |                                     |  |  |                                     |                                     |                                     |                                     |
|  | Olympique lyonnais t.a.b.                 | Olympique lyonnais t.a.b.          | Olympique lyonnais                  | Olympique lyonnais                 | 2                 | 2                 | 2 (6)                             | 2 (6)                             |                                   |                                   |  |  |                                     |                                     |                                     |                                     |  |  |                                     |                                     |                                     |                                     |
|  | Olympique lyonnais t.a.b.                 | Olympique lyonnais t.a.b.          | 2 avril 2019,Cobham Training Center |                                    |                   |                   | 2 (6)                             | 2 (6)                             |                                   |                                   |  |  |                                     |                                     |                                     |                                     |  |  |                                     |                                     |                                     |                                     |
|  | Ajax Amsterdam                            | Ajax Amsterdam                     | 2 (5)                               | 2 (5)                              |                   |                   |                                   |                                   |                                   |                                   |  |  |                                     |                                     |                                     |                                     |  |  |                                     |                                     |                                     |                                     |
|  | Ajax Amsterdam                            | Ajax Amsterdam                     | 2 (5)                               | 2 (5)                              | FC Barcelone      | FC Barcelone      | 2 (4)                             | 2 (4)                             |                                   |                                   |  |  |                                     |                                     |                                     |                                     |  |  |                                     |                                     |                                     |                                     |
|  | 13 mars 2019, Cobham Training Center      |                                    |                                     |                                    | FC Barcelone      | FC Barcelone      | 2 (4)                             | 2 (4)                             |                                   |                                   |  |  |                                     |                                     |                                     |                                     |  |  |                                     |                                     |                                     |                                     |
|  |                                           |                                    | Chelsea FC                          | Chelsea FC                         | 2 (5)             | 2 (5)             |                                   |                                   |                                   |                                   |  |  |                                     |                                     |                                     |                                     |  |  |                                     |                                     |                                     |                                     |
|  | Chelsea FC                                | Chelsea FC                         | Chelsea FC                          | Chelsea FC                         | 2 (5)             | 2 (5)             | 2                                 | 2                                 |                                   |                                   |  |  |                                     |                                     |                                     |                                     |  |  |                                     |                                     |                                     |                                     |
|  | Chelsea FC                                | Chelsea FC                         |                                     |                                    |                   |                   |                                   | 2                                 |                                   |                                   |  |  |                                     |                                     |                                     |                                     |  |  |                                     |                                     |                                     |                                     |
|  | Montpellier HSC                           | Montpellier HSC                    | 1                                   | 1                                  |                   |                   |                                   |                                   |                                   |                                   |  |  |                                     |                                     |                                     |                                     |  |  |                                     |                                     |                                     |                                     |
|  | Montpellier HSC                           | Montpellier HSC                    | 1                                   | 1                                  | Chelsea FC t.a.b. | Chelsea FC t.a.b. | 2 (4)                             | 2 (4)                             |                                   |                                   |  |  |                                     |                                     |                                     |                                     |  |  |                                     |                                     |                                     |                                     |
|  | 13 mars 2019, Stadion Hitrec Kacian       |                                    |                                     |                                    | Chelsea FC t.a.b. | Chelsea FC t.a.b. | 2 (4)                             | 2 (4)                             |                                   |                                   |  |  |                                     |                                     |                                     |                                     |  |  |                                     |                                     |                                     |                                     |
|  |                                           |                                    | Dinamo Zagreb                       | Dinamo Zagreb                      | 2 (2)             | 2 (2)             |                                   |                                   |                                   |                                   |  |  |                                     |                                     |                                     |                                     |  |  |                                     |                                     |                                     |                                     |
|  | Dinamo Zagreb t.a.b.                      | Dinamo Zagreb t.a.b.               | Dinamo Zagreb                       | Dinamo Zagreb                      | 2 (2)             | 2 (2)             | 1 (4)                             | 1 (4)                             |                                   |                                   |  |  |                                     |                                     |                                     |                                     |  |  |                                     |                                     |                                     |                                     |
|  | Dinamo Zagreb t.a.b.                      | Dinamo Zagreb t.a.b.               |                                     |                                    |                   |                   |                                   | 1 (4)                             |                                   |                                   |  |  |                                     |                                     |                                     |                                     |  |  |                                     |                                     |                                     |                                     |
|  | Liverpool FC                              | Liverpool FC                       | 1 (3)                               | 1 (3)                              |                   |                   |                                   |                                   |                                   |                                   |  |  |                                     |                                     |                                     |                                     |  |  |                                     |                                     |                                     |                                     |
|  | Liverpool FC                              | Liverpool FC                       | 1 (3)                               | 1 (3)                              |                   |                   |                                   |                                   |                                   |                                   |  |  |                                     |                                     |                                     |                                     |  |  |                                     |                                     |                                     |                                     |
|  |                                           |                                    |                                     |                                    |                   |                   |                                   |                                   |                                   |                                   |  |  |                                     |                                     |                                     |                                     |  |  |                                     |                                     |                                     |                                     |

## Nombre d'équipes par association et par tour
| Association         |                     | Phase de groupes                                        | Qualifié Barrage                             | Huitièmes de finale                                          | Quarts de finale                 | Demi-finales     | Finale    |
| ------------------- | ------------------- | ------------------------------------------------------- | -------------------------------------------- | ------------------------------------------------------------ | -------------------------------- | ---------------- | --------- |
| Allemagne           |                     | 4 Dortmund, Bayern, Schalke 04, TSG Hoffenheim          | +1 Hertha BSC                                | 2 TSG Hoffenheim, Hertha BSC                                 | 1 TSG Hoffenheim                 | 1 TSG Hoffenheim | -         |
| Angleterre          |                     | 4 Tottenham Hotspur, Liverpool FC, Man. City,Man.United | +1 Chelsea                                   | 4 Liverpool FC, Chelsea, Tottenham Hotspur, Man.United       | 1 Chelsea                        | 1 Chelsea        | 1 Chelsea |
| Espagne             |                     | 4 Atletico Madrid, Barcelone, Real, Valence CF          | +0                                           | 3 Atletico Madrid, Barcelone, Real                           | 2 Barcelone,Real                 | 1 Barcelone      | -         |
| France              |                     | 3 Olympique lyonnais, AS Monaco,PSG                     | +1Montpellier Hérault Sport Club             | 2 Olympique lyonnais, Montpellier Hérault Sport Club         | 1 Olympique lyonnais             | -                | -         |
| Italie              |                     | 4 AS Rome,SSC Naples,Inter Milan, Juventus              | +0                                           | -                                                            | -                                | -                | -         |
| Portugal            |                     | 2 Porto, Benfica,                                       | +0                                           | 1 Porto                                                      | 1 Porto                          | 1 Porto          | 1 Porto   |
| Russie              |                     | 2 Lokomotiv Moscou, CSKA                                | +0                                           | -                                                            | -                                | -                | -         |
| Autres associations | Autres associations | 9                                                       | +3 Dinamo Zagreb,Dynamo Kiev, FC Midtjylland | 4 Ajax Amsterdam, Dinamo Zagreb, Dynamo Kiev, FC Midtjylland | 2 Dinamo Zagreb , FC Midtjylland | -                | -         |
| Total               | Total               | 32                                                      | 6                                            | 16                                                           | 8                                | 4                | 2         |

## Classement annexes

### Buteurs
| Rang | joueur                   | équipe             | buts | Minutes jouées |
| ---- | ------------------------ | ------------------ | ---- | -------------- |
| 1    | Charlie Brown            | Chelsea FC         | 11   | 595            |
| 2    | Rodrigo Rodrigues        | Real Madrid        | 6    | 632            |
| 2    | Casper Tengstedt         | FC Midtjylland     | 6    | 610            |
| 2    | Nicolas-Gerrit Kühn      | Ajax Amsterdam     | 6    | 471            |
| 3    | Lenny Pintor             | Olympique lyonnais | 5    | 588            |
| 3    | Arnaud Kalimuendo Muinga | Paris SG           | 5    | 553            |
| 3    | Alessio Riccardi         | AS Roma            | 5    | 628            |
| 3    | Sergio Camello           | Atlético Madrid    | 5    | 588            |

### Passeurs
| Rang | joueur          | club               | passe | Minutes jouées |
| ---- | --------------- | ------------------ | ----- | -------------- |
| 1    | Hamza Rafia     | Olympique lyonnais | 4     | 552            |
| 1    | Romário Baró    | FC Porto           | 4     | 751            |
| 1    | Conor Gallagher | Chelsea FC         | 4     | 676            |
| 1    | Fábio Silva     | FC Porto           | 4     | 773            |
| 1    | Maxim De Cuyper | Club Bruges        | 4     | 530            |